# Муайенвиль
Муайенвиль (фр. Moyenneville) — коммуна на севере Франции, регион О-де-Франс, департамент Сомма, округ Абвиль, кантон Абвиль-2. Расположена в 8 км к юго-западу от Абвиля, в 5 км от автомагистрали А28.
Население (2018) — 720 человек.

## Достопримечательности
- Церковь Святого Самсона XVI века, памятник истории

## Экономика
Уровень безработицы (2017) — 12,4 % (Франция в целом — 13,4 %, департамент Сомма — 15,9 %). 

Среднегодовой доход на 1 человека, евро (2018) — 21 610 (Франция в целом — 21 730, департамент Сомма — 20 320).

## Демография
Динамика численности населения, чел.

## Администрация
Администрацию Муайенвиля с 2008 года возглавляет Жерар Парезо (Gérard Paraisot).